# Ramón Ferreyra
Ramón Alejandro Ferreyra Huerta (Callao, 26 de febrero de 1910 - Lima, 4 de junio de 2005) fue un botánico, curador y catedrático peruano. Hizo la primaria y la educación media en el «Colegio de Nuestra Señora de Guadalupe», de Lima. Realizó estudios en Ciencias Biológicas en la Universidad Nacional Mayor de San Marcos; y fue director del Herbario San Marcos y del Museo de Historia Natural "Javier Prado" (UNMSM).

## Algunas publicaciones
- 2001. Una especie nueva de Asteraceae para Perú y Bolivia, Gochnatia lanceolata. Con H. Beltrán. Compositae Newsl. 36: 26-30
- 1995. Family Asteraceae: Part VI Tribe Mutiseae. En: J.F. Macbride et al. Flora of Perú. Fieldiana Bot. N.S. 35: 1-101
- 1990. New taxa of Monnina (Polygalaceae) for South America. Phytologia 69 (5): 354-360
- 1983. Los tipos de vegetación de la costa peruana. Anales Jard. Bot. Madrid 40: 241-256
- 1980a. Una nueva especie de Palaua (Malvaceae) del Perú. Con M. Chanco. Bol. Soc. Peruana Bot. 8: 97-100
- 1980b. Una especie nueva de Onoseris (Compositae) del Perú. Bol. Soc. Argent. Bot. 19 (1-2): 19-23
- 1980c. El género Plazia en el Perú. Bol. Soc. Peruana Bot. 8: 101-105
- 1980d. Especies nuevas de compuestas peruanas. Bol. Soc. Peruana Bot. 8 (1/2): 75-82
- 1979. El algarrobal y manglar de la costa norte del Perú. Boletín de Lima 1: 1-7
- 1978a. Flora y vegetación del Monte de Zárate. Boletín de la Colonia Suiza: 51-58
- 1978b. New taxa of Monnina (Polygalaceae) for the Colombian flora. Caldasia 12 (58): 295-308
- 1976. Endangered species and plant communities in Andean and coastal Peru. En: G.T. Prance & T.S. Elias. Extinction is forever: threatened and endangered species of plants in the Americas and their significance in ecosystems today and in the future : Proc. of a Symposium held at the New York Botanical Garden
- 1974. Una nueva especie de Nolana para el Perú. Bol. Soc. Peruana Bot. 7: 3-5
- 1973. Dos especies nuevas de Monnina (Polygalaceae) para el Perú. Publ. Mus. Hist. Nat. «Javier Prado » Ser. B, Botánica 26: 1-10
- 1965a. Las especies de Arnaldoa del Perú (Compositae). Publ. Mus. Hist. Nat. «Javier Prado» Ser. B, Botánica 19: 1-8
- 1965b. Dos especies nuevas de Labium para el Perú. Publ. Mus.Hist. Nat. «Javier Prado» Ser. B, Botánica 20: 1-5
- 1964. Revisión de las especies peruanas del género Barnadesia (Compositae). Publ. Mus. Hist. Nat. «Javier Prado» Ser. B, Botánica 18: 1-35
- 1963. Dos especies nuevas de Monnina (Polygalaceae) para la flora peruana. Publ. Mus. Hist. Nat. «Javier Prado» Ser. B, Botánica 14: 1-5
- 1961a. Las lomas costaneras del extremo sur del Perú. Bol. Soc. Argent. Bot. 9: 87-120
- 1961b. Revisión de las especies peruanas del género Nolana (Nolanaceae). Memorias Mus. Hist. Nat. «Javier Prado» 12: 1-71
- 1960a. Dos especies nuevas de Nolana (Nolanaceae) de la costa meridional del Perú. Publ. Mus. Hist. Nat. «Javier Prado» Ser. B, Botánica 12: 1-4
- 1960b. Algunos aspectos fitogeográficos del Perú. Publ. Inst. Geografía, Facultad de Letras, Univ. Nacional Mayor de San Marcos. 6: 41-88
- 1959. Dos nuevas especies de Onoseris (Compositae) procedente del Perú. Publ. Mus. Hist. Nat. «Javier Prado» Ser. B, Botánica 11: 1-6
- 1957a. Las Gramíneas de Lima y alrededores. Dirección Gral de Agricultura. Divulgaciones e Informaciones 16: 1-51
- 1957b. Contribución al conocimiento de la flora costanera del norte peruano (Dpto. Tumbes). Bol. Soc. Argent. Bot. 6 (3-4)
- 1957c. A revision of the Venezuelan Monnina. Brittonia 9: 9-18
- 1955a. Notas sobre especies Peruanas de los géneros Arnaldoa, Chucoa (Compositae) y Monnina (Polygalaceae). Bol. Soc. Peruana Bot. 5: 106-109
- 1955b. Nuevas especies de Nolana del Perú. Publ. Mus. Hist. Nat. «Javier Prado» Ser. B, Botánica 10: 1-15
- 1955c. Nuevos taxones para la flora peruana. Publ. Mus. Hist. Nat. «Javier Prado» Ser. B, Botánica 9: 1-9
- 1948. Dos especies nuevas del género Monnina procedentes del Perú. Publ. Mus. Hist. Nat. «Javier Prado» Ser. B, Botánica 1 (1): 1-10
- 1946. A revision of the Peruvian species of Monnina. J. Arnold Arbor. 27 (2): 123-167
- 1944. Revisión del género Onoseris. J. Arnold Arbor. 25 (3): 349-395
- 1942. Contribución al conocimiento de la Eichhornia azurea (Sw.) Kunth y del ambiente donde la he observado. Tesis Bachiller. Facultad de Ciencias, Universidad Nacional Mayor de San Marcos, Lima

## Honores
- Director del Museo de Historia Natural "Javier Prado" (UNMSM)
- Cofundador de la Organización pro Flora Neotrópica (OFN), establecida en 1964

Miembro de
- ejecutivo Organización para la Flora Neotrópica

Premio
- Nacional de Cultura en Ciencias Naturales

## Eponimia
Géneros
- (Asteraceae) Ferreyranthus H.Rob. & Brettell[5]
- (Asteraceae) Ferreyrella S.F.Blake[6]

Especies51 en 29 familias
- (Acanthaceae) Sanchezia ferreyrae Leonard & L.B.Sm.[7]
- (Amaryllidaceae) Hippeastrum ferreyrae (Traub) Gereau & Brako[8]
- (Asteraceae) Ayapanopsis ferreyrae R.M.King & H.Rob.[9]
- (Cucurbitaceae) Apodanthera ferreyrana Mart.Crov.[10]
- (Cunoniaceae) Weinmannia ferreyrae Cuatrec.[11]
- (Dichapetalaceae) Tapura ferreyrae Prance[12]